# Овчарско-кабларски манастири
Овчарско-кабларски манастири су манастири који се налазе у Овчарско-кабларској клисури.
Једна од најлепших клисура у Србији налази се на Западној Морави, недалеко од Чачка између планина Овчара и Каблара. Она је усечена у планински масив састављен од шкриљаца, али има и благе нагибе са шумовитим заравнима. Њеној лепоти доприносе и два вештачка језера настала после Другог светског рата хидроцентралама Овчар Бања и Међувршје. Под Кабларом уз реку, налази се и лековита бања која од давнина привлачи многе болеснике. Од осталих крајева Србије ову клисуру издвајају и њени многобројни манастири на левој и десној обали Мораве. По њима и по самој природи цео крај добио је у народу име Српска Света гора.
Ретко је где на тако малом простору саграђено толико манастира. Сада их има десет и два света места. На десној страни Западне Мораве су Ваведење, Вазнесење, Преображење, Свете Тројице и Сретење, а на левој обали су Благовештење, Илиње, Јовање, Никоље и Успење. Осим манастира, у клисури се налази и црква посвећена Светом Сави која се зове црква Савиње и црква-пећина Кађеница.
Манастири Никоље, Сретење, Благовештење и Света Тројица проглашени су за споменике културе од великог значаја.
У литератури познат је још један Манастир Св. Георгија, који је вероватно био на југоистоку Овчара. Његов печат чува се у Народном музеју у Београду.
Сматра се да су први манастири изграђени после каталонске најезде 1307—1309. године када су страдали манастири на Светој гори Атонској. Бежећи у дубину Балканског полуострва српски калуђери су у овој клисури основали своје манастире. Следећи велики талас је уследио после Маричке битке, а доласком Турака ови манастири добијају нове улоге, чувара духовности и идентитета Срба, али и голих живота за збегове који су се скривали у клисури, пећинама или около манастира.
Многе светиње су 1930-тих биле у лошем стању, тако да су виђени људи околних пет срезова покренули акцију за обнову, коју је благословио и епископ жички Николај.

## Списак манастира
| Фотографија | Назив манастира        | Насељено место | Координате                                               | Опис |
| ----------- | ---------------------- | -------------- | -------------------------------------------------------- | --- |
|             | Манастир Благовештење  | Овчар Бања     | 43° 53′ 51″ С; 20° 11′ 05″ И / 43.89740° С; 20.18473° И  | Налази се на благој узвишици изнад Овчар Бање. Подигнут је 1601/02. у рашком стилу и један је од најлепших манастира у клисури. У њему се чува Благовештењско јеванђеље.                              |
|             | Манастир Ваведење      | Међувршје      | 43° 54′ 16″ С; 20° 15′ 00″ И / 43.90449° С; 20.25005° И  | Манастир је подигнут на самом почетку клисуре. Налази се на десној обали Западне Мораве, а настао је у 16. веку.                                                                                      |
|             | Манастир Вазнесење     | Међувршје      | 43° 54′ 16″ С; 20° 13′ 24″ И / 43.90449° С; 20.2232° И   | Манастир је подигнут на северним падинама Овчара. Према рукописима зна се да је манастир постојао у 16. веку, а обновљен је 30-их година 20. века.                                                    |
|             | Манастир Илиње         | Овчар Бања     | 43° 53′ 56″ С; 20° 10′ 58″ И / 43.89881° С; 20.18266° И  | Налази се изнад Благовештења чији је метох. Не постоје подаци о томе када је настао и ко је подигао овај манастир. Садашњи манастир је 1938. године саграђен на темељима старог.                      |
|             | Манастир Јовање        | Рошци          | 43° 54′ 41″ С; 20° 13′ 11″ И / 43.91125° С; 20.21978° И  | Налази на левој обали Западне Мораве, на њеном највећем меандру. Стара црква је потопљена 1954. изградњом хидроелектране. Некада је био најважнији манастир — лавра.                                  |
|             | Манастир Никоље        | Рошци          | 43° 54′ 37″ С; 20° 12′ 24″ И / 43.91018° С; 20.20661° И  | Налази се на падинама Каблара, на левој обали реке. Има најстарију цркву која потиче највероватније с краја 14. или почетка 15. века. У ризници се чува рукописана књига Каранско јеванђеље.          |
|             | Манастир Преображење   | Дучаловићи     | 43° 54′ 10″ С; 20° 11′ 42″ И / 43.90280° С; 20.194982° И | Налази се са десне стране Западне Мораве, на северним обронцима Овчара. Први пут се помиње 1525. године. Некада се налазио на супротној обали реке, на месту где се данас налази железничка станица.  |
|             | Манастир Свете Тројице | Дучаловићи     | 43° 53′ 33″ С; 20° 11′ 57″ И / 43.89257° С; 20.19914° И  | Манастир је смештен на југозападним шумовитим падинама Овчара и сматра се, по својој архитектури, налепшим у клисури. Манастир потиче из друге половине 16. века.                                     |
|             | Манастир Сретење       | Дучаловићи     | 43° 53′ 46″ С; 20° 12′ 23″ И / 43.896° С; 20.20627° И    | Сретење се на заравни испод врха Овчара у изузетном природном окружењу. Верује се да је манастир настао у 16. веку, а обновљен је у 19. веку.                                                         |
|             | Манастир Успење        | Рошци          | 43° 54′ 38″ С; 20° 12′ 57″ И / 43.91056° С; 20.21573° И  | Манастир се налази на узвишењу изнад манастира Јовање. У турским изворима се помиње 1536. године. Обновљен је 1939. па 1998. године. На месту манастира се некада налазила Јовањска кула са звоником. |